# 아메노마히토쓰노카미
아메노마히토쓰노카미(일본어: 天目一箇神)는 일본 신화에 등장하는 제철·대장장이의 신이다. 《고어습유》, 《일본서기》, 《하리마국 풍토기》에 등장한다. 다이 다라봇치와 관계가 있다. 또한 횻토코의 원형이라고도 전해진다.